# Tenuiphantes mengei
Tenuiphantes mengei là một loài nhện trong họ Linyphiidae.
Loài này thuộc chi Tenuiphantes. Tenuiphantes mengei được Wladislaus Kulczynski miêu tả năm 1887.